# Cathie
Cathie est une poupée mannequin créée et commercialisée par l'ancienne société française Bella de 1967 à 1982. Imaginée par le sculpteur José Cotaïna, cette poupée articulée de 43 à 48 cm avec tête en vinyle et corps en plastique possède une longue mèche de cheveux rétractable au sommet de sa tête ainsi que des jambes pliantes recouvertes ou non d'un collant en jersey. Dotée d'un trousseau important, la poupée Cathie est l'un des plus gros succès de la société Bella et est particulièrement recherchée par les collectionneurs. Son alter-égo masculin se nomme Jerry, commercialisé de 1972 à 1975. Elle fait partie des six poupées de collections représentées sur un bloc de timbres émis par la Poste française en 2009.

## Histoire
Créée en 1946, la société Bella, dirigée par Salvi et Lucie Pi, est une entreprise de fabrication de poupées. En 1963, l'arrivée en France de la poupée mannequin Barbie bouleverse le marché et l'image de la poupée traditionnelle. Une autre société américaine, American Character Doll Co propose alors à Bella, en 1965, d'acheter la licence de leur poupée mannequin, Tressy, avec son trousseau et ses catalogues en anglais. Cette poupée mannequin a la particularité d'avoir une mèche de cheveux au centre du crâne, qui peut être raccourcie ou allongée grâce à un bouton pressoir et une petite clé. 
Dans un premier temps, les vêtements typiquement américains rebutent les clientes françaises. Bella décide donc de confectionner ses propres tenues pour répondre à l'attente du public. Tressy remporte un grand succès et devient l'une des poupées fétiches de la société Bella. Inspirés par ce style de poupée - plus femme qu'enfant -, les Pi créent en 1967 trois poupées aux proportions plus grandes : Betsie, Leslie et Cathie.
Leslie (« la super-mannequin ») mesure entre 60 et 62 cm et n'obtient pas le succès escompté, elle ne reste qu'un an sur le marché. Betsie (50 à 55 cm) est également un échec commercial, sa commercialisation ne dure qu'un an. À l'inverse, Cathie plaît au public, devient « la vedette chez Bella » et figure sur les catalogues Bella jusqu'en 1982.

## Descriptif

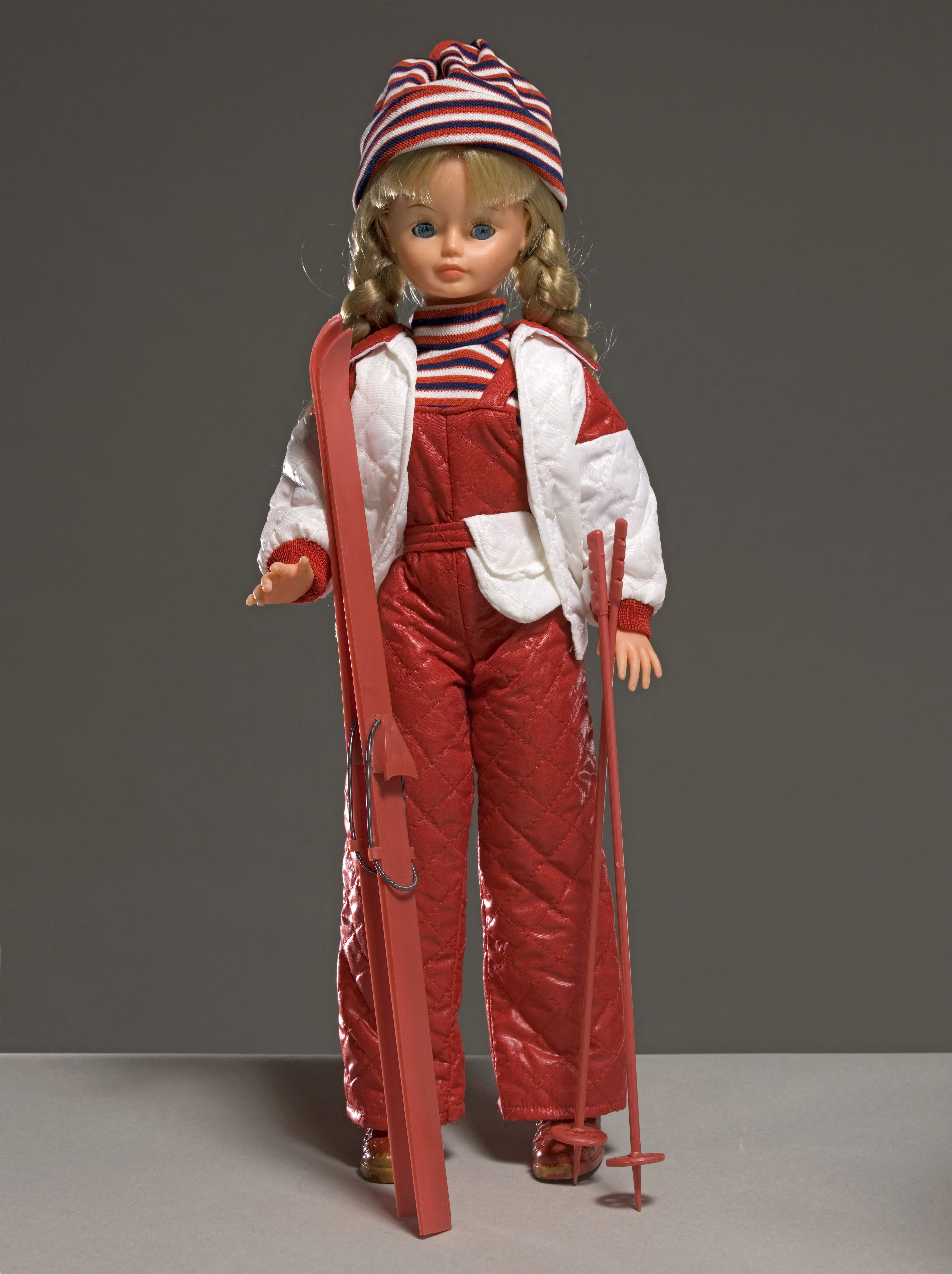
Poupée mannequin Bella.

Contrairement aux poupées Bella classiques, Cathie n'a pas de marque sur le corps ni derrière la nuque. Pour différencier les différents modèles qui ont évolué suivant les années, les collectionneurs examinent les jambes (pliantes à partir de 1969), les yeux, la taille (de 43 à 48 cm) et la mèche de cheveux rétractable. 

### Premier modèle
La première poupée Cathie n'a pas de « mèche qui pousse », mais des cheveux longs (bruns ou blonds) implantés avec une raie sur le côté. Ses yeux ne sont pas peints mais dormeurs vivants (bleus ou marrons). Sa tête est en vinyle avec des traits peints : bouche fermée maquillée. Son corps en plastique dur est celui d'une jeune-fille (poitrine naissante) et ses jambes sont longilignes. Elle mesure 43 cm. Ses bras sont légèrement coudés avec des mains aux doigts écartés et ses ongles sont visibles. 
La première année de sa commercialisation, Cathie dispose, en sus de sa robe de présentation, de six tenues vendues séparément. La deuxième année, Bella sort une nouvelle série de douze tenues (dont six en série « Haute-couture » et six en série « Boutique »). La poupée est également vêtue d'une robe de présentation différente. 
Les habillages des trois premières années sont identiques à ceux de Leslie et Betsie.

### Modèle de 1969
Le 30 décembre 1968, la société Bella dépose le brevet no 96.382 à l'Institut national de la propriété industrielle. Il correspond au système de jambes pliantes mis au point par l'entreprise pour la poupée Cathie. Celles-ci sont en mousse enveloppée d'un tissu blanc en jersey. 
En 1969, les usines Bella sortent le modèle Cathie JP avec ces nouvelles jambes. La poupée de 44 cm est vêtue d'une nouvelle robe de présentation et dispose de douze tenues basées sur les mêmes modèles que ceux de 1967 mais dans des coloris différents.

### Modèle de 1970
À la fin de l'année 1969, début de l'année 1970, un troisième modèle, Cathie JPT, est mis sur le marché. Elle a également des jambes pliantes et dispose du système de « mèche qui pousse ». Au début, elle utilise le même système de clé que Tressy, puis très vite la société le remplace par une mollette fixée sur le dos. Le jersey blanc qui recouvre les jambes devient de couleur chair et le restera jusqu'à la fin de la poupée.